# Andonectes venezuelanus
Andonectes venezuelanus är en skalbaggsart som beskrevs av García 2002. Andonectes venezuelanus ingår i släktet Andonectes och familjen dykare. Inga underarter finns listade i Catalogue of Life.